# Cinema dell'orrore in Italia

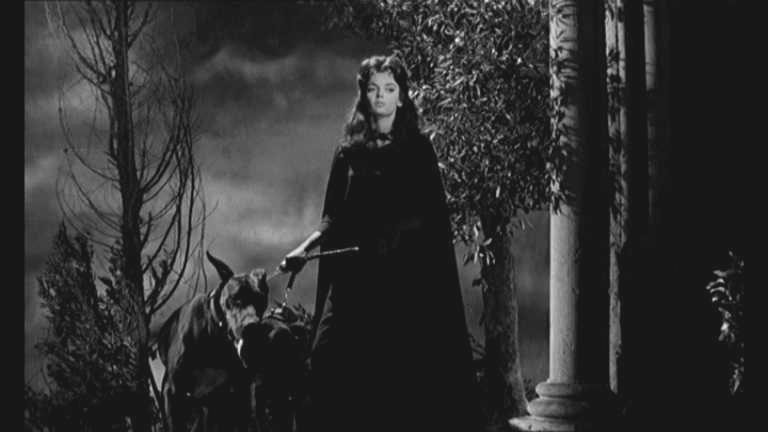
Barbara Steele in una scena di La maschera del demonio (1960)

Il cinema dell'orrore in Italia si sviluppò durante la seconda metà degli anni cinquanta. Sebbene non abbia mai seguito un percorso unitario e, salvo eccezioni, abbia sofferto i limiti produttivi propri del cinema alternativo e underground, esso ha comunque esercitato nel tempo un'influenza duratura sul cinema estero e suscitato in alcune circostanze l'interesse e giudizi positivi da parte della critica internazionale. Fra i più celebri registi del filone horror all'italiana vanno citati Mario Bava e Dario Argento.

## Storia

### Gli inizi e gli anni sessanta
Sebbene esistano degli antecedenti (Il mostro di Frankenstein del 1920 e Il caso Haller del 1933), il cinema gotico prese piede in Italia soltanto lungo la fine degli anni cinquanta, quando alcuni cineasti specializzati nel cinema di genere iniziarono a produrre film in cui è presente una tendenza al sovrannaturale e al tetro fino a quel momento lontana dal gusto dominante degli abitanti del Belpaese. La prima vera e propria pellicola di gotico italiano fu I vampiri di Riccardo Freda del 1957, dai connotati fantascientifici e con una trama che cita tanto il genere poliziesco quanto il realismo all'italiana. Sempre Freda diresse, due anni più tardi, Caltiki il mostro immortale, ispirato al fortunato Fluido mortale con Steve McQueen. Mario Bava, che era stato fino a quel momento un addetto alla fotografia nei film di Freda, esordì alla regia con La maschera del demonio del 1960. Il film è tratto da Vij di Gogol e affronta il tema della sessualità in maniera morbosa non disdegnando riferimenti al voyeurismo e alla necrofilia. La maschera del demonio viene considerato uno dei capolavori dell'intero filone horror italiano, nonché una pietra miliare del barocchismo gotico: da esso, Freda trasse ispirazione per realizzare L'orribile segreto del dr. Hichcock (1962) e Lo spettro (1963). Mario Bava proseguirà la sua carriera di regista dell'horror con altre pellicole dai contenuti thriller e fantascientifici come I tre volti della paura (1963), Terrore nello spazio (1965), che ispirerà Ridley Scott per il suo film Alien, e Reazione a catena (1971), considerato la pietra d'angolo di tutto il genere slasher. A confermare l'improvvisa ondata di popolarità del genere orrorifico nella penisola vi furono altre pellicole firmate da Renato Polselli (L'amante del vampiro, 1960) e Giorgio Ferroni (Il mulino delle donne di pietra, 1960), così come diversi esempi di film peplum fra cui Ercole al centro della Terra (1961) di Bava e Maciste all'inferno (1962) di Freda. Pupi Avati esordì alla regia con Balsamus, l'uomo di Satana (1968) e Thomas e gli indemoniati (1969). Dopo questi due esempi di cinema paranormale, tornerà anni dopo con La casa dalle finestre che ridono (1976), che strizza un occhio al folklore dei popoli della pianura padana.

### Dagli anni settanta ad oggi
Il cinema dell'orrore italiano degli anni settanta e ottanta era ispirato al teatro del Grand Guignol e dai movimenti giovanili contro l'establishment e i tabù e si confermò fra i più influenti ed estremi dell'epoca. Con Profondo rosso del 1975, Dario Argento sancì la definitiva rottura con il genere giallo delle sue prime opere con un film che sfrutta le paure derivanti da un immaginario infantile inquietante. Due anni più tardi tornò con Suspiria, un'altra opera destinata a ottenere ottimi riscontri di critica e pubblico e in cui sperimentò effetti innovativi con l'illuminazione. La proficua distribuzione estera rende degno di nota L'Anticristo (1974) di Alberto De Martino e con Carla Gravina, e ispirata a L'esorcista (1973), racconta la storia di Ippolita Oderisi, analizzando la forte sofferenza interiore che la renderà preda facile per il demonio. Altrettanto fortunato fu il regista Lucio Fulci, secondo il quale l'orrore non deve essere un portatore di messaggi sociopolitici quanto, piuttosto, un'esperienza visiva e sensoriale. Dopo aver diretto Zombi 2 (1979), destinato ad ottenere un grande successo di pubblico, Fulci tornò sul genere gotico con ...e tu vivrai nel terrore! - L'aldilà (1981), rivisitazione gore di Amityville Horror, e Quella villa accanto al cimitero (1981). Il controverso Cannibal Holocaust (1980) di Ruggero Deodato inventò il found footage. Fra gli ultimi esempi di horror realizzati in Italia vi sono Il Bosco Fuori (2006), Shadow (2009) The Nest (2019) e soprattutto A Classic Horror Story (2021). 

## Caratteristiche
A differenza di ciò che avviene in molti altri Paesi in cui si predilige l'elemento fantastico e sovrannaturale, nel cinema gotico italiano sono solitamente l'elemento umano e la sua psicologia all'origine del male. Il cinema gotico italiano ha inoltre costruito una sua identità con il tempo: è solitamente elegante, attento nelle scelte dei costumi e delle ambientazioni, è fortemente espressionista, sanguinolento e dal grande impatto colorista. Oltre a non escludere sempre elementi degli fantascientifici, l'horror all'italiana tende a valorizzare la figura femminile che assume, a seconda dei casi, il ruolo di donna fatale, carnefice o amante diabolica, ma anche quello di fanciulla indifesa o vittima sacrificale.

## Accoglienza
Il più delle volte, le pellicole horror italiane sono state accreditate come trash o inserite nel novero dei film di serie B e la scena gotica considerata un fenomeno d'imitazione e importazione da critici e storiografi. Nonostante ciò, alcune pellicole horror di autori italiani sono riuscite a catturare l'attenzione di registi esteri e talvolta a ispirarli,come Tim Burton e Quertin Tarantino.